# Perdita kanabensis
Perdita kanabensis är en biart som beskrevs av Timberlake 1971. Perdita kanabensis ingår i släktet Perdita och familjen grävbin. Inga underarter finns listade i Catalogue of Life.